# Сукхотхай (місто)
Сукхотхай (Сукотаї, Сукотай, Сукхотай, тай. เมือง สุโขทัย) — місто в Таїланді, стародавня столиця царства з тією ж назвою, центр однойменної провінції. Населення 80 тис. чоловік.

## Історія
Місто засноване в 1238 році як кхмерське поселення. Через невеликий час Сукхотхай стає столицею незалежного королівства, яке проіснувало 120 років.
Руїни стародавньої столиці стали реставруватися після 1988 року, і зараз можна відвідати Історичний Парк на невеликій відстані від нового міста.

Саме місто постраждало після пожежі 1968 року, і всі будівлі в центрі збудовані заново.

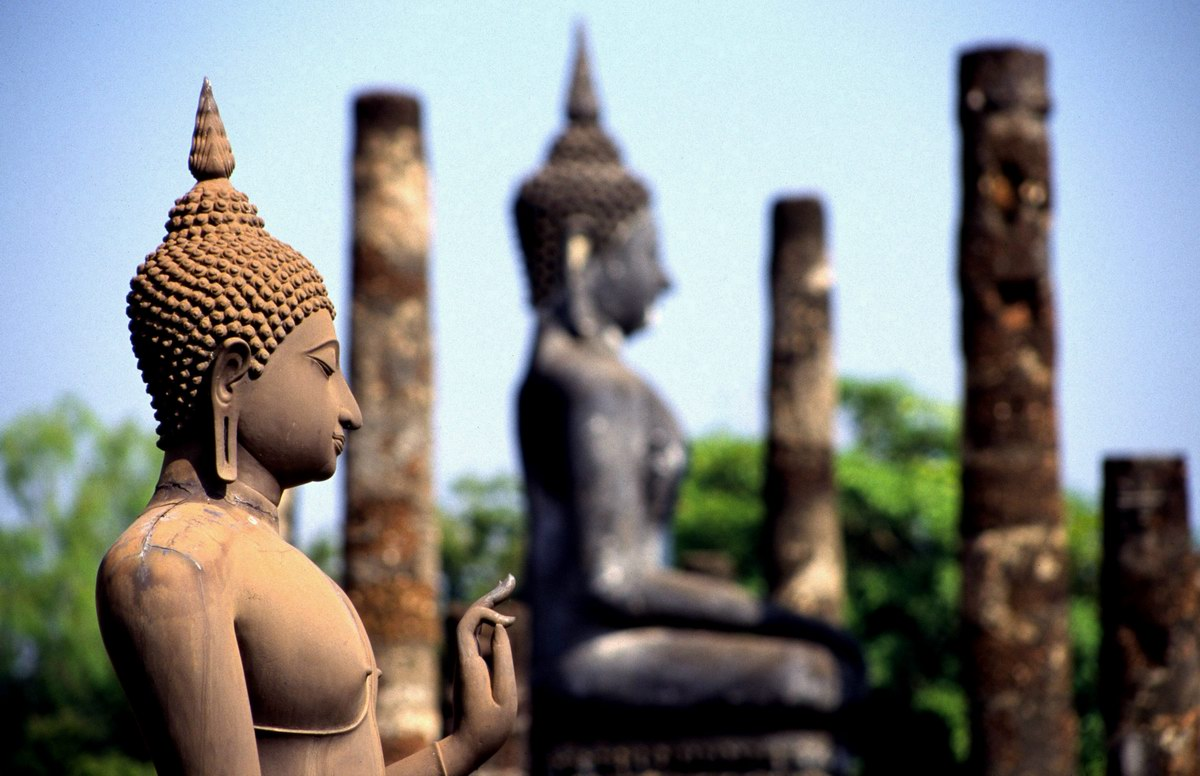
Історичний парк Сукхотай

## Пам'ятки
- Історичний парк Сукхотхай на місці стародавньої столиці охороняється ЮНЕСКО як об'єкт Всесвітньої Спадщини за 12 км від міста. В парці збереглися залишки близько 200 храмів періоду, коли Сукхотхай був столицею.Ступа-дзвін

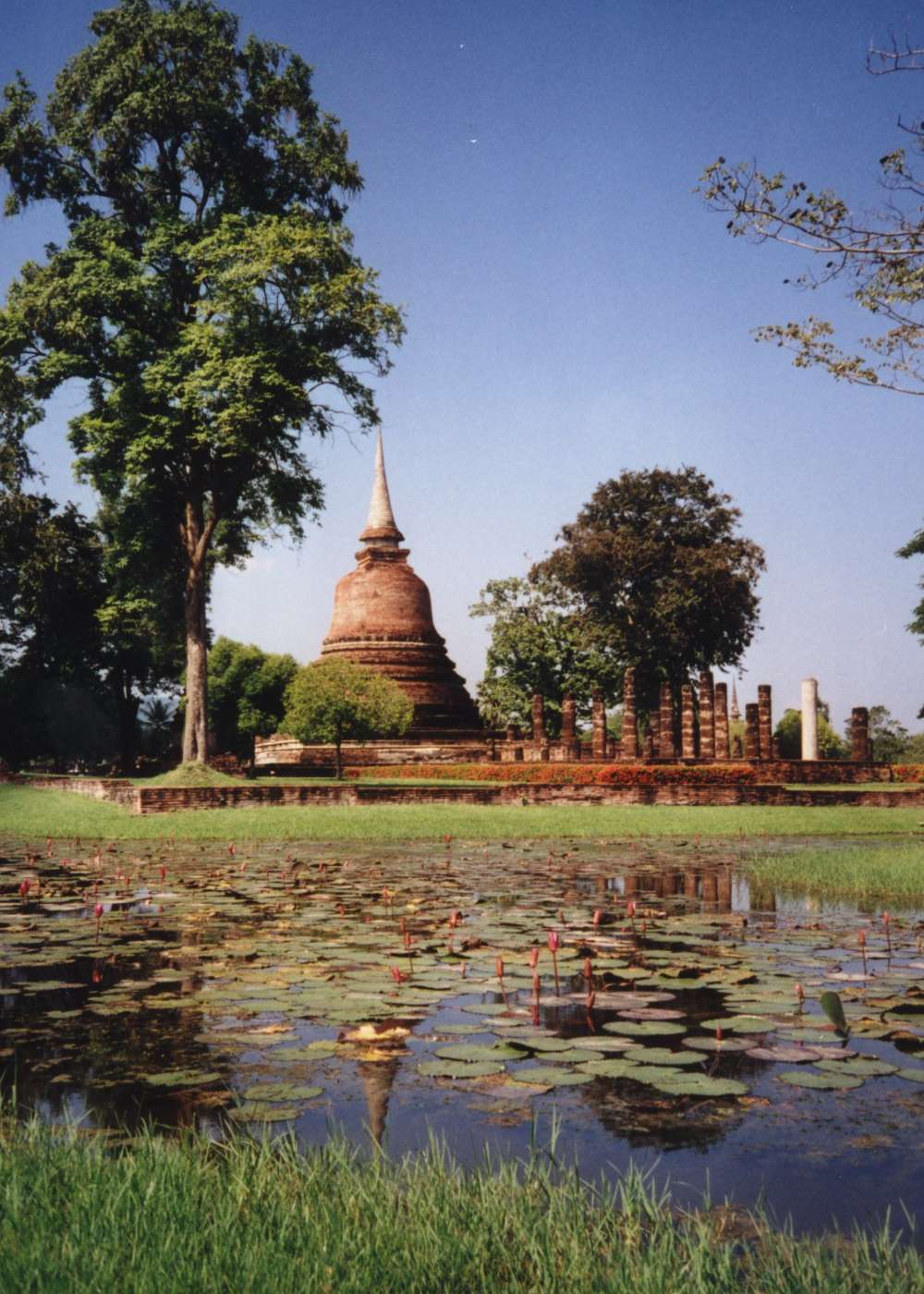
Ступа-дзвін

- Історичний Парк Сі Сатчаналай Чаліанг на місці стародавнього міста знаходиться за 30 км від міста по шосе 101, на території парку багато значних храмів і палаців періоду королівства Сукхотхай